# Silvio Zavatti
Silvio Zavatti (Forlì, 10 novembre 1917 – Ancona, 13 maggio 1985) è stato un esploratore, politico e antropologo italiano fondatore dell'Istituto Geografico Polare.

## Biografia
Nato in una famiglia repubblicana, era un giovane intraprendente, dal carattere forte e d'animo avventuroso, amante della natura; le sue letture erano il Giornale dei Viaggi, con storie vere e di pura fantasia ambientate in ogni luogo raggiungibile dall'uomo, i libri d'avventura di Jules Verne e di Emilio Salgari, oltreché testi scientifici per soddisfare le proprie curiosità intellettuali.

Attivo ed impegnato in studi e progetti, riuscì ad avere stretti rapporti con viaggiatori d'oltreoceano e scrittori del periodo, come Felice Gessi, esploratore africano, Umberto Nobile, Lidio Cipriani e Omar Salgari, figlio dello scrittore veronese.
Sotto il regime fascista scriveva nella rivista Geopolitica e ricostituì a Faenza il Gruppo boy scout che era stato soppresso per conglobare la gioventù nella nuova Opera Nazionale Balilla.
A venti anni era capitano di lungo corso su di una nave inglese. Per diletto iniziò a scrivere dei suoi viaggi, raccontando il sistema di vita dei popoli visitati e aggiungendo la descrizione della loro civiltà, che appariva molto meno primitiva di quanto si pensasse.

## L'esploratore
L'”incontro” casuale con un iceberg durante un viaggio gli stimolò ancor di più il desiderio di conoscere e studiare le regioni polari.

Durante la seconda guerra mondiale fu “addetto all'ascolto di trasmissioni in lingua inglese e al controllo del traffico marittimo” a Potenza Picena, nelle Marche.
Fu eletto vicesindaco a Forlì nel 1944 al fianco di Franco Agosto.

In parallelo all'impegno politico, avviò un'intensa attività scientifica.
Nello stesso anno 1944, fondò nella città natale l'Istituto Geografico Polare; divenuto proprietario della “Casa Editrice Zavatti”, stampò la rivista “Il Polo” ancora oggi in pubblicazione.
Nel 1945 sposò Anna Maria Riccobelli di Civitanova Marche e si trasferì nella cittadina marchigiana.
Come studioso ed esploratore promosse spedizioni in Groenlandia e in Antartide e nel 1958 elaborò un programma per la costruzione di una base scientifica italiana permanente nel settore antartico norvegese.
I popoli da lui studiati:
- Nel 1959 si recò sull'Isola Bouvet in area periantartica,
- Nel 1961 ebbe il suo primo contatto con gli eschimesi Inuit a Rankin Inlet nell'Artide canadese.
Fece ricerche sugli usi e costumi di questo popolo, sui canti e sulle danze e ne imparò la lingua.
L'incontro con le popolazioni artiche lo cambiò inesorabilmente, diventando il paladino di popoli semplici con un alto spirito di fratellanza:
- Nel 1962 con i Sami, il popolo nomade della Lapponia,
- Nel 1963 fu in Groenlandia a Ammassalik,
- Nel 1967 si recò di nuovo tra gli Inuit nell'Artide canadese, a Rankin Inlet
- Nel 1969 tornò sulla costa occidentale della Baia di Hudson, a Repulse Bay.

Terminata l'attività scientifica, Zavatti raccolse tutto il materiale raccolto e nel 1969, a Civitanova Marche - presso la Biblioteca Civica di cui era direttore - aprì il Museo polare. Silvio Zavatti organizzò il primo Congresso Internazionale Polare nel 1971.
Il Museo Polare “Silvio Zavatti”, con la relativa Biblioteca Polare, e l'Istituto Geografico Polare, hanno ora sede a Fermo (FM).

## Onorificenze
Silvio Zavatti fu insignito della medaglia d'oro di benemerenza dalla città di Forlì in occasione del 40º anniversario della liberazione.

## Riconoscimenti
Gli è stata dedicata la biblioteca comunale, una strada e una scuola a Civitanova Marche.
Gli è stato dedicato un istituto comprensivo a Forlì, sua città natale. Si tratta dell'IC6 Silvio Zavatti, che comprende una scuola dell'infanzia, due scuole primarie ed una scuola secondaria di primo grado.

## Le opere
- 1937, Romolo Gessi il Garibaldi dell'Africa, Stabilimento Tipografico Valbonesi
- 1939, Dizionario generale degli esploratori, Casa Editrice Sonzogno
- 1939, La Sfinge bianca, Casa Editrice Sonzogno
- 1941, Dizionario generale degli esploratori seconda edizione, casa Editrice Zavatti
- 1943, Gli esploratori nel mondo, Dizionario generale degli esploratori, navigatori e viaggiatori attraverso i tempi, C.E.Z.
- 1946, Il polo e pubblicazioni del Bollettino mensile, casa Editrice Zavatti
- 1949, Le terre polari. Esplorazioni e conoscenza, Cavallotti Editori, Milano
- 1950, Saggio di Bibliografia Polare, Tip. Poligrafica Italiana, Roma
- 1958, L'esplorazione dell'Antartide, UTET, Torino
- 1958, Atlante Geografico Polare, vinse il premio del CNR, Fondazione Vacchelli
- 1960, Alla conquista dei Poli, La Scuola
- 1960, I viaggi del capitano James Cook, Schwarz editore, Milano
- 1961, Nei mari del Sud (la vita di Giacomo Cook), Carroccio, San Lazzaro di Savena
- 1963, I Poli, Feltrinelli, Milano
- 1963, Dizionarietto Italiano-Groenlandese, Istituto Geografico Polare
- 1967, Dizionario degli esploratori e delle scoperte geografiche dai viaggi commerciali dei fenici all'esplorazione dello spazio cosmico: la vita avventurosa degli uomini che più di tutti hanno contribuito alla conoscenza del nostro pianeta – III edizione - Feltrinelli Editore, Milano
- 1968, Alla scoperta del mondo. Storia delle esplorazioni, Mursia, Milano
- 1972, Le Neptune Francoise, Coelum
- 1972, L'Atlas Universel di Piero Santini, Coelum
- 1973, L'Arcano del mare di Robert Dudley, L'Universo
- 1974, I grandi fatti della terra e del cielo. Racconti eschimesi, Guida, Napoli
- 1977, I misteriosi uomini dei ghiacci. Vita e cultura degli ultimi Eschimesi, Longanesi, Milano
- 1977, Canti degli indiani d'America, Newton Compton
- 1979, Uomini verso l'ignoto, Bagaloni, Ancona
- 1979, Gli esploratori del mondo, Bagaloni
- 1982, Il Corvo Bianco. Miti e leggende degli Eschimesi, Herodote edizioni, Genova/Ivrea
- 1983, Uomini polari, Bagaloni